# 2017年のサッカー
2017年のサッカーでは、2017年のサッカー関連の出来事をまとめる。

## 出来事

### 1月
- 1日 - 【JFA】第96回天皇杯全日本サッカー選手権大会決勝が吹田サッカースタジアムで行われ、J1鹿島アントラーズがJ1川崎フロンターレに延長戦の末、2 - 1で勝利し、6大会ぶり5度目の優勝[1]。
- 8日 - 【JFA・高体連】第25回全日本高等学校女子サッカー選手権大会決勝がノエビアスタジアム神戸で行われ、十文字が大商学園に1 - 0で勝利し、初優勝[2]。
- 9日
  - 【JFA・高体連・民放43社】第95回全国高等学校サッカー選手権大会決勝戦が埼玉スタジアム2002で行われ、青森山田（青森）が前橋育英（群馬）に5 - 0で勝利し、青森県勢初優勝と同時に、日本最北の同選手権優勝校となる[3]。
  - (現地時間) 【FIFA】ザ・ベスト・FIFAフットボールアウォーズがスイスのチューリッヒで行われ、年間最優秀選手賞にレアル・マドリードのクリスティアーノ・ロナウドが2年ぶり4度目の受賞（FIFAバロンドールも含む）。女子最優秀選手賞にカーリー・ロイドが2年連続2度目の受賞[4]。
- 10日 (現地時間) - 【FIFA】スイス・チューリヒで開催されたFIFA理事会にて、2020年5月に開催国を決定する予定の2026 FIFAワールドカップより、FIFAワールドカップ本大会参加国数を現在の32か国から48か国に増やし、グループリーグは各グループ3か国の16グループ方式とすることを決定[5]。
- 15日 - 【JFA・JUWFA】第25回全日本大学女子サッカー選手権大会決勝が味の素フィールド西が丘で行われ、早稲田大学（関東第2）が日本体育大学（関東第1）に2 - 1で勝利し、2年連続5回目の優勝[6]。
- 18日 - 【AFC】AFC、全北現代モータースに対し、2013年から2014年にかけKリーグで発生した八百長に関与したとして、AFCチャンピオンズリーグ2017から同クラブを除外すると発表。翌日同クラブはスポーツ仲裁裁判所への異議申し立てを表明[7]。
- 20日 - 【AFC】AFC、東ティモールサッカー連盟が、ブラジル出身12選手の出生証明書を偽造し、2012年から2016年にかけてサッカー東ティモール代表メンバーとして大会に登録、出場させていたとして、同国代表をAFCアジアカップ2023予選から除外、かつ同国連盟に罰金2万ドル、専務理事に3年間の活動停止と罰金9千ドルの処分を科すことを決定[8]。
- 25日（現地時間） - 【CBF】アソシアソン・シャペコエンセ・ジ・フチボウ追悼慈善試合[9][10]ブラジル代表 - コロンビア代表が ブラジル・リオデジャネイロの エスタジオ・ニウトン・サントスで行われ、ブラジルが1 - 0で勝利。現地メディアによると、遺族らに少なくとも380万レアル（約1億3700万円）が寄付[11]。

### 2月
- 3日 (現地時間)  - 【CAS/AFC】スポーツ仲裁裁判所、全北現代モータースによるAFCに対する異議申し立てを却下、同クラブのAFCチャンピオンズリーグ2017からの除外が正式決定[12]。
- 5日 (現地時間)  - 【CAF】 アフリカネイションズカップ2017（ ガボン）決勝で、カメルーンがエジプトを2-1で下し、8大会ぶり5回目の優勝とともに、FIFAコンフェデレーションズカップ2017にCAF代表として出場権獲得。[13]。
- 10日 - アンゴラ・ウイジェで開催された国内リーグで観客が殺到し、17人が死亡し、56人が負傷[14]。
- 18日 - 【Jリーグ・JFA】FUJI XEROX SUPER CUP 2017が日産スタジアムで行われて、鹿島アントラーズが浦和レッズに3 - 2で勝利し、7年ぶり6度目の優勝[15]。
- 26日 - 【Jリーグ】この日誕生日の横浜FC・三浦知良が明治安田生命J2リーグ第1節の松本山雅FC戦で自身が持つJリーグ最年長出場記録を50歳0日に更新。史上初めて50代のJリーガーが誕生[16]。

### 3月
- 12日
  - 【Jリーグ】 横浜FC・三浦知良が明治安田生命J2リーグ第3節のザスパクサツ群馬戦で得点し、自身が持つJリーグ最年長ゴール記録を50歳14日に更新するとともに、初めて50代選手のJリーグのゴールを記録[17]。
  - 【Jリーグ】 明治安田生命J2リーグ第3節のFC岐阜 - 松本山雅FC（岐阜メモリアルセンター長良川競技場）戦にて、ホームの岐阜が第1ユニホームの緑、アウェーの松本山雅が第2ユニホームのグレーを着用して試合を行ったが、ユニホームの色が似通っていたことによる双方の識別が難しかったことから試合中に選手・審判員に混乱が生じた為、ハーフタイム後に岐阜がアウェー用第2ユニホームの白色上着ジャージを着用して試合を続行する事態となった[18]。
- 15日 (現地時間)  - 【FIFA】 2017 FIFA U-20ワールドカップの組み合わせ抽選会が行われ、日本はグループDに入り、南アフリカ、ウルグアイ、イタリアと同組になることが決定[19]。
- 17日 - 【AFC】 AFC U-23選手権2018予選の組み合わせ抽選会が行われ、日本はグループJに入り、フィリピン、カンボジア、中国と同組になることが決定[20]。
- 31日 - 【Jリーグ】 J2リーグ・FC岐阜の田代雅也が乗用車を酒気帯び運転の末街路樹に衝突、これを受け、岐阜は同日付で契約を解除[21]。

### 4月
- 26日 (現地時間)  - 【CONCACAF】CONCACAFチャンピオンズリーグ2016-17決勝第2戦でCFパチューカ（メキシコ）がUANLティグレス（メキシコ）に1 - 0、第1戦の1 - 1との2戦合計で2 - 1で勝利し7年ぶり5回目の優勝[22]。
- 29日
  - 【Jリーグ】明治安田生命J2リーグ第10節のジェフユナイテッド千葉 - 徳島ヴォルティス戦（フクダ電子アリーナ）で徳島のDF馬渡和彰がボールボーイのボール渡しが遅れたことに腹を立ててボールボーイを小突いたために、主審から退場を命じられる出来事が発生[23]。後日Jリーグは馬渡に2試合の出場停止の処分を発表[24]。
  - （現地時間） - 【ブンデスリーガ】ドイツ・ブンデスリーガ第31節でバイエルン・ミュンヘンがヴォルフスブルクに6-0で勝利し、5シーズン連続27回目の優勝が決定[25]。

### 5月
- 7日
  - 【Jリーグ】J1・アルビレックス新潟は三浦文丈監督の休養を発表[26]。
  - （現地時間） - 【OFC】OFCチャンピオンズリーグ2017決勝第2戦でオークランド・シティ（ニュージーランド）がチーム・ウェリントン（ニュージーランド）に2 - 0。2戦合計で5 - 0で勝利して、7年連続9回目の優勝が決定[27]。
  - (現地時間) - 【FIFA】2017 FIFAビーチサッカーワールドカップが バハマ・ナッソーで決勝が行われ、ブラジルがタヒチに6 - 0で勝利し、4大会ぶり5回目の優勝が決定[28]。
- 11日 - 【Jリーグ】J1・アルビレックス新潟は三浦文丈監督の辞任[29] と元日本代表の呂比須ワグナー新監督内定を発表[30]。
- 12日（現地時間） - 【プレミアリーグ】プレミアリーグ第37節で1位チェルシーはウェスト・ブロムウィッチに1-0で勝利し、2シーズンぶり通算6度目（プレミアリーグで5度目）の優勝が決定[31]。
- 17日（現地時間） - 【リーグ・アン】フランス・リーグアン第31節（延期分）でモナコがサンテティエンヌに2-0で勝利し、17シーズンぶり8回目の優勝が決定[32]。
- 18日 - 【Jリーグ】【不祥事】岩手県警察捜査第2課および盛岡東警察署、J3リーググルージャ盛岡の元副社長の男を、2016年3月に同クラブの運営会社「いわてアスリートクラブ」の資金1千万円を着服した業務上横領容疑で逮捕[33]。その後同年6月7日に別の約700万円横領容疑で再逮捕[34]、さらに同月28日、2016年4月に2千万を横領した容疑で3度目の逮捕、同日、盛岡地方検察庁により起訴される[35]。
- 21日（現地時間）
  - 【リーガ・エスパニョーラ】リーガ・エスパニョーラ第38節で1位レアル・マドリードがマラガに2-0で勝利し、5シーズンぶり33回目の優勝が決定[36]。
  - 【セリエA】セリエA第37節で1位ユヴェントスがクロトーネに3-0で勝利し、6シーズン連続33回目の優勝が決定[37]。
- 23日 - 【Jリーグ】J2・レノファ山口FCは上野展裕監督の退任を発表[38]。
- 24日（現地時間） 
  - 【不祥事】スペイン最高裁判所、リオネル・メッシ（FCバルセロナ）が、2007年から2009年にかけ発生した肖像権収入約410万ユーロを脱税したとして、実父ともども、同国バルセロナ地方裁判所から200万ユーロの罰金および1年9か月の禁錮刑を科されていた件で、地裁判決を支持し、メッシ側の上訴を棄却、刑が確定するも、執行猶予で収監は免れる見込み[39]。
  - 【UEFA】UEFAヨーロッパリーグ 2016-17 決勝が スウェーデン・ソルナのフレンズ・アレーナで行われ、マンチェスター・ユナイテッドがアヤックスに2 - 0で勝利し、初優勝[40]。
- 28日 - 【Jリーグ】J1・大宮アルディージャは成績不振を理由に渋谷洋樹監督、黒崎久志ヘッドコーチの両名を解任し、後任として、監督には伊藤彰、ヘッドコーチには海本慶治の両コーチが昇格、就任を発表[41]。
- 31日
  - 【Jリーグ】 J1・鹿島アントラーズは石井正忠監督の解任[42] と大岩剛コーチの監督昇格を発表[43]。
  - 【AFC】AFCチャンピオンズリーグ2017、決勝トーナメント1回戦、浦和レッズ対済州ユナイテッドFC戦第2レグ（埼玉スタジアム2002）で、済州の選手が延長後半から試合後にかけ、浦和の選手に襲いかかるなど乱闘騒ぎを起こす。6月9日、AFCにより、試合中に退場となりながら乱闘に加勢した趙容亨に6カ月の出場停止処分と罰金、控え選手ながら浦和の阿部勇樹に肘打ちした白棟圭に出場停止3カ月と罰金、浦和選手を殴った権韓真には2試合の出場停止処分と罰金、済州ユナイテッドには4万ドルの罰金がそれぞれ科され、併せて浦和にも2万ドルの罰金が科される[44]。

### 6月
- 3日（現地時間） - 【UEFA】UEFAチャンピオンズリーグ 2016-17 決勝が ウェールズ・カーディフのミレニアム・スタジアムで行われ、レアル・マドリードがユヴェントスを4 - 1で下し、大会史上初の連覇（旧チャンピオンズカップを含めると1988-89年大会・1989-90年大会のACミラン以来27年ぶり）を達成し、12回目の優勝が決定[45]。
- 5日 - 【Jリーグ】J2・レノファ山口FCはカルロス・アルベルト・マジョール新監督の就任を発表[46]。
- 11日（現地時間） - 【FIFA】2017 FIFA U-20ワールドカップ決勝が 韓国・水原の水原ワールドカップ競技場で行われ、 イングランドが ベネズエラに1 - 0で勝利し、初優勝[47]。
- 14日 - 【Jリーグ】J2・ロアッソ熊本は清川浩行監督が退任し、後任の監督に元監督でクラブの池谷友良社長が就任することを発表。また池谷社長のロアッソ熊本監督就任に伴い、社長を退任することになり、後任の社長に永田求会長が社長を兼任することも併せて発表[48]。
- 25日 - 【JFL】JFL1stステージ第15節で1位Honda FCはヴェルスパ大分と1 - 1の引き分けで2位ソニー仙台FCは東京武蔵野シティFCに3 - 2で勝利し、共に勝ち点が36で並んだが得失点差でHonda FCが1stステージ1位でJFLチャンピオンシップの出場権を獲得[49]。
- 27日 - 【Jリーグ】中西大介常務理事が、複数の部下に対するパワーハラスメントおよびセクシャルハラスメント行為を繰り返したとして退任、村井満チェアマンも役員報酬の10%を3ヶ月間返上することを発表[50]。

### 7月
- 2日（現地時間） - 【FIFA】FIFAコンフェデレーションズカップ2017決勝が ロシア・サンクトペテルブルクのサンクトペテルブルク・スタジアムで行われ、 ドイツが チリに1 - 0で勝利し、初優勝[51]。
- 4日 - 【Jリーグ】J1・サンフレッチェ広島は森保一監督の退任を発表。横内昭展ヘッドコーチが暫定で監督になることも併せて発表[52]。
- 10日 - 【Jリーグ】J1・サンフレッチェ広島は新監督にOBのヤン・ヨンソンが就任することを発表[53]。
- 15日 - セネガルの首都ダカールで行われたサッカーのカップ戦決勝で、試合中に衝突していたサポーターがパニック状態となって殺到したことでスタジアムの観客席の壁が崩れ、8人が死亡、60人が負傷[54]。
- 23日 - 【AFC】AFC U-23選手権2018予選第3節で、日本は中国に1 - 2で敗れグループ2位となったが、各グループ2位の10チーム中5位となり、AFC U-23選手権2018本大会出場が決定[55]。
- 25日 - 【Jリーグ】Jリーグは2015シーズン開幕から2017シーズン第6節まで入場者数を水増ししたとして、J2・V・ファーレン長崎に対して制裁金300万円とけん責処分を科すと発表[56]。
- 26日（現地時間） - 【CONCACAF】2017 CONCACAFゴールドカップ決勝が アメリカ合衆国・サンタクララのリーバイス・スタジアムで行われ、 アメリカ合衆国が ジャマイカに2 - 1で勝利し、2大会ぶり6回目の優勝[57]。
- 29日 - 南アフリカ、ヨハネスブルグ・FNBスタジアムでのカイザー・チーフスFC対オーランド・パイレーツFCとの試合前、入場時に観客が殺到して、2人が死亡。17人が負傷[58]。
- 30日 - 【Jリーグ】 J1・浦和レッズはミハイロ・ペトロヴィッチ監督との契約を解除[59] と堀孝史コーチの監督昇格を合わせて発表[60]。

### 8月
- 3日 - FCバルセロナのネイマールが歴代1位となる2億2200万ユーロの移籍金でパリ・サンジェルマンFCに移籍（従来の最高額は2016年のポール・ポグバの1億500万ユーロ）[61]。
- 9日 (現地時間)  - エストニア・カップで珍ゴール。エストニアの名門FCレバディア・タリンは、試合開始14秒で一度もボールに触れずに相手チームのパイデ側のオウンゴールで先制得点[62][63]。
- 12日 - 【なでしこリーグ】 2017プレナスなでしこリーグカップ決勝が味の素フィールド西が丘で行われ、ジェフユナイテッド千葉レディースが浦和レッズレディースに1-0で勝利して、初優勝[64]。
- 16日 - 【Jリーグ】 J1・ヴィッセル神戸はネルシーニョ監督との契約の解除[65] と吉田孝行ヘッドコーチの暫定の監督就任をそれぞれ発表[66]。
- 25日 - ボルシア・ドルトムントのウスマン・デンベレが当時歴代2位タイとなる1億500万ユーロの移籍金でFCバルセロナに移籍[67]。
- 31日
  - 【FIFA・AFC】2018 FIFAワールドカップ・アジア最終予選グループBの第9節で 日本が オーストラリアに2 - 0で勝利した事によりグループ1位が確定し、6大会連続6回目の本大会出場が決定[68]。
  - ASモナコのキリアン・エムバペが歴代2位となる移籍金1億8000万ユーロでパリ・サンジェルマンFCに移籍[69]。

### 9月
- 6日 (現地時間)  - 【FIFA・CAF】 2018 FIFAワールドカップ・アフリカ3次予選グループDの第2節（2016年11月12日）で開催された 南アフリカ共和国 vs  セネガル戦（ポロクワネ・ピーター・モカバ・スタジアム）に於いて、当該試合の主審を務めたジョセフ・ランプティ（英語版）（ガーナ）が南アフリカにPKを与えた判定を巡りスポーツ仲裁裁判所（CAS）から永久追放処分を下されたことを受け、FIFAは当該試合の結果及び記録を抹消し、11月の国際Aマッチデーに両国による再試合を組み入れる決定を行ったことを発表した[70]。
- 10日
  - 【Jリーグ】J1・FC東京は篠田善之監督の退任と安間貴義コーチの監督昇格を発表[71][72]。
  -  【ブンデスリーガ】ドイツ・ブンデスリーガ第3節のヘルタ・ベルリン対ヴェルダー・ブレーメンの試合で、ビビアナ・シュタインハウスが女性として欧州主要リーグでは初となる主審を務めた[73]。
- 17日 - 【Jリーグ】台風18号接近のため、明治安田生命J2リーグ第33節2試合、ロアッソ熊本対アビスパ福岡（えがお健康スタジアム）、愛媛FC対京都サンガF.C.（ニンジニアスタジアム）、および明治安田生命J3リーグ第23節1試合、セレッソ大阪U-23対ギラヴァンツ北九州（紀三井寺運動公園陸上競技場）が中止、延期となる[74]。
- 23日 - 【なでしこリーグ】 プレナスなでしこリーグ1部第16節で1位日テレ・ベレーザが2位INAC神戸レオネッサに2 - 0で勝利し、3年連続15回目の優勝が決定[75]。
- 26日 - 【JFA・Jリーグ】2018年シーズンのJリーグ参加資格となるJ1・J2クラブライセンスの審査結果が発表される。鹿児島・琉球が新たにJ2ライセンスを取得[76]。
- 30日
  - 【なでしこリーグ】 プレナスなでしこリーグ1部第17節で10位伊賀FCくノ一は日テレ・ベレーザに3 - 2で負けて、2部自動降格となる10位が確定して2008年以来の2部降格が決定[77]。
  - 【リーグ・アン】 フランス、アミアンのサッカー競技場・スタッド・ドゥ・ラ・リコルヌ（フランス語版）にて行われたリーグ・アン、アミアンSC対リールの試合中、ピッチとスタンドを仕切る柵が倒れてファンが落下する事故。29人が負傷し、試合は中止された[78]。

### 10月
- 1日 (現地時間)  - 【リーガ・エスパニョーラ】 FCバルセロナ、この日行われた2017年カタルーニャ独立住民投票の影響を考え、同日予定されていたリーガ・エスパニョーラ2017-2018第7節UDラス・パルマス戦の延期要請を行うもリーグ機構から拒否されたため、同試合を無観客試合として開催することを決定[79]。
- 7日 - 【なでしこリーグ】 プレナスなでしこリーグ2部第18節で日体大 FIELDS 横浜はスフィーダ世田谷FCに1 - 0で勝利し、なでしこリーグ2部初優勝と2018年のなでしこリーグ1部初昇格が決定。2位のセレッソ大阪堺レディースは1部9位となったちふれASエルフェン埼玉との1部2部入れ替え戦に回ることも併せて決定[80][81]。
- 9日 (現地時間) - 【FIFA・UEFA】2018年ワールドカップ・ヨーロッパ予選最終節、アイスランドがコソボを2–0で破り、グループI首位が確定。同国初のW杯出場が決定した[82]。
- 12日 - 【JFA】 日本サッカー協会は2020年東京オリンピック男子日本代表監督に森保一・前サンフレッチェ広島監督が就任することを発表[83]。
- 15日 - 【Jリーグ】 
  - J2・横浜FCは成績不振に伴い、中田仁司監督の解任を発表[84]。
  - 明治安田生命J2リーグ第37節で22位ザスパクサツ群馬は東京ヴェルディに1 - 2で敗れて、J3降格圏のJ2・21位以下が確定。ただしJ2ライセンスを保持していないJ3クラブが上位にいるため降格は決定していない[85]。
- 23日 (現地時間)  - 【FIFA】ザ・ベスト・FIFAフットボールアウォーズがイギリスのロンドンで行われ、年間最優秀選手賞にレアル・マドリードのクリスティアーノ・ロナウドが2年連続5度目の受賞（FIFAバロンドールも含む）[86]。
- 24日
  - 【Jリーグ】 J2・横浜FCは新監督にブラジル人指導者でヨルダン代表監督などを務めた経験を持つエジソン・アラウージョ・タヴァレスの就任を発表[87]。
  - 【なでしこリーグ】チャレンジリーグ所属の福岡J・アンクラスが、クラブの財務及び経営状況に基づくリーグからの退会勧告に基づき、2017年シーズン限りでの退会意向を表明。この日リーグ側が入れ替え戦の詳細においてこのことを公表し[88]、2日後にはクラブ側も経緯を公表した[89]。
- 25日 - 【JFA】 日本サッカー協会は今年度の第39回皇后杯全日本女子サッカー選手権大会の準決勝（12月21日）2試合及び決勝戦（12月24日）を長居陸上競技場（ヤンマースタジアム長居）にて開催することを発表[90]。
- 28日
  - 【Jリーグ】 明治安田生命J2リーグ第39節で2位アビスパ福岡は東京ヴェルディと0 - 0の引き分け。同じ勝ち点の3位V・ファーレン長崎はロアッソ熊本に2-0で勝利し、アビスパ福岡が3位に転落。この結果、試合が無かった1位湘南ベルマーレがJ2・2位以内が確定し、2年ぶりのJ1復帰が決定[91]。
  - （現地時間） - 【FIFA】2017 FIFA U-17ワールドカップ決勝が インド・コルカタのソルトレイク・スタジアムで行われ、 イングランドが スペインに5 - 2で勝利し、初優勝[92]。
- 29日 - 【Jリーグ】 明治安田生命J2リーグ第39節で1位湘南ベルマーレはファジアーノ岡山と1 - 1の引き分けで、3年ぶり2度目のJ2リーグ優勝が決定[93]。

### 11月
- 4日
  - 【Jリーグ】2017JリーグYBCルヴァンカップ決勝が埼玉スタジアム2002で行われ、セレッソ大阪が川崎フロンターレに2 - 0で勝利し、初優勝[94]。
  - (現地時間)【CAF】CAFチャンピオンズリーグ2017決勝第2戦でウィダード・カサブランカがアル・アハリに1 - 0。2戦合計で2 - 1で勝利し、25年ぶり2回目の優勝[95]。
- 5日
  - 【Jリーグ】 J1・大宮アルディージャは伊藤彰監督の解任と新監督に前鹿島アントラーズ監督の石井正忠の就任を発表[96][97]。
  - 【JFL】 JFL・2ndステージ第14節で1位Honda FCは2位ラインメール青森FCに1 - 0で勝利し、2ndステージ1位を決めると共に2年連続7回目の優勝が決定[98]。
- 6日（現地時間） - 【セリエA】イタリア代表で2006 FIFAワールドカップ優勝、ACミランでFIFAクラブワールドカップ2007優勝、イタリア代表として通算116試合出場（同国歴代4位）などの功績を残したアンドレア・ピルロが現役引退を表明[99]。
- 11日 - 【Jリーグ】 明治安田生命J2リーグ第41節で2位 V・ファーレン長崎はカマタマーレ讃岐に3 - 1で勝利し、J1昇格条件の2位以内を確定させて、初のJ1昇格が決定[100]。
- 12日 - 【JFL】JFLの全日程が終了し、100年構想クラブでJFL年間4位以内のチームが無かったため、15位ブリオベッカ浦安と16位栃木ウーヴァFCの関東リーグ1部降格が決定。浦安は2015年以来3年ぶり。栃木ウーヴァは2009年以来9年ぶり[101]。
- 13日 (現地時間) - 【FIFA・UEFA】2018年ワールドカップ・ヨーロッパ予選プレーオフ第2戦で、 イタリアが スウェーデンに0–0で引き分け、11月10日に行われた第1戦は0-1で敗れていたため2戦合計0-1となり、イタリアの予選敗退が決定。イタリアがワールドカップ出場を逃したのは、1958年スウェーデン大会以来60年ぶり[102]。
- 18日
  - 【Jリーグ】 明治安田生命J1リーグ第32節で、18位アルビレックス新潟はヴァンフォーレ甲府に1 - 0で勝利したものの、16位のサンフレッチェ広島もヴィッセル神戸に2 - 1で勝利したことからアルビレックス新潟の16位以下が決定し、クラブ初のJ2降格が確定(J2は2003年以来15年ぶり)[103]。
  - （現地時間）【AFC】 AFCチャンピオンズリーグ2017決勝第1戦が サウジアラビア・リヤドのキング・ファハド国際スタジアムで行われ、アル・ヒラルと浦和レッズは1 - 1の引き分け[104]。
- 19日 - 【Jリーグ】 明治安田生命J2リーグ第42節が行われ、レギュラーシーズン全日程終了。J1昇格プレーオフ準決勝は3位名古屋グランパス対6位ジェフユナイテッド千葉（パロ瑞穂）、4位アビスパ福岡対5位東京ヴェルディ(えがおS）の組み合わせで決定[105]。またロアッソ熊本がJ3降格条件となるJ2・21位となったが、J3でJ2ライセンスを持たないブラウブリッツ秋田とアスルクラロ沼津のいずれかがJ2昇格条件となるJ3 2位以内に入ることが確定したことからロアッソ熊本のJ2残留が確定[106]。
- 25日 - 【AFC】 AFCチャンピオンズリーグ2017決勝第2戦が埼玉スタジアム2002で行われ、浦和レッズがアル・ヒラルに1 - 0で勝利し、2戦合計でも2 - 1で勝利して10年ぶり2回目の優勝が決定[107]。
- 26日
  - 【Jリーグ】
    - 明治安田生命J1リーグ第33節で17位大宮アルディージャはヴァンフォーレ甲府と0 - 0の引き分けとなり、3年ぶりのJ2降格が決定[108]。
    - J1昇格プレーオフ準決勝で3位名古屋グランパスは6位ジェフユナイテッド千葉に4 - 2[109]。また4位アビスパ福岡は5位東京ヴェルディに1 - 0でそれぞれ勝利し、決勝進出[110]。

  - 【JFA・地域】全国地域サッカーチャンピオンズリーグ2017決勝ラウンドで優勝のコバルトーレ女川と2位のテゲバジャーロ宮崎の2018年のJFL昇格が内定[111]。
- 29日(現地時間) - 【CONMEBOL】 コパ・リベルタドーレス2017決勝第2戦でグレミオがラヌースを2 - 1。2戦合計で3 - 1で勝利し、22年ぶり3度目の優勝[112]。

### 12月
- 1日(現地時間)  - 【FIFA】 2018 FIFAワールドカップ組み合わせ抽選会が ロシア・モスクワのクレムリンで行われ、 日本はグループHに入り、 コロンビア、 セネガル、 ポーランドと同組になることが決定[113]。
- 2日 - 【Jリーグ】 明治安田生命J1リーグ第34節で1位鹿島アントラーズはジュビロ磐田と0 - 0の引き分け。2位川崎フロンターレは大宮アルディージャに5 - 0で勝利し、勝ち点で共に72で並んだが得失点差で川崎が上回り、川崎フロンターレが初優勝[114]。また残留争いは16位ヴァンフォーレ甲府はベガルタ仙台に1 - 0で勝利したものの、15位清水エスパルスがヴィッセル神戸に3 - 1で勝利したため、ヴァンフォーレ甲府の6年ぶりのJ2降格が決定[115]。
- 3日 - 【Jリーグ】
  - 明治安田生命J3リーグ第34節で1位栃木SCは2位アスルクラロ沼津と1 - 1の引き分けとなり、3年ぶりのJ2昇格が決定。なおガイナーレ鳥取に3 - 0で勝利した3位ブラウブリッツ秋田が逆転でJ3リーグ初優勝。栃木SCのJ2昇格に伴い、J2・22位のザスパクサツ群馬の初のJ3降格も決定[116]。
  - J1昇格プレーオフが豊田スタジアムで決勝が行われ、名古屋グランパスとアビスパ福岡は0 - 0の引き分けとなり、成績上位の名古屋グランパスの1年でのJ1復帰が決定[117]。
- 5日  - 【Jリーグ】 2017 Jリーグアウォーズが横浜アリーナで行われ、最優秀選手賞（MVP）に川崎フロンターレの小林悠が受賞[118]。
- 7日
  - 【JFL】 この日行われたJFL理事会で、全国地域サッカーチャンピオンズリーグ2017優勝のコバルトーレ女川と準優勝のテゲバジャーロ宮崎のJFL加盟が正式に決定[119]。
  - （現地時間）【フランス・フットボール】 2017年のバロンドールにレアル・マドリードのクリスティアーノ・ロナウドが2年連続5度目の受賞（FIFAバロンドールも含む）[120]。
- 9日 - 【AFC】2019 FIFA女子ワールドカップアジア予選を兼ねた2018 AFC女子アジアカップの組み合わせ抽選会が行われ、 日本はグループBに入り、 オーストラリア、 韓国、 ベトナムと同組になることが決定[121]。
- 16日
  - 【なでしこリーグ】プレナスなでしこリーグ1部・2部入れ替え戦第2戦で2部のセレッソ大阪堺レディースは1部のちふれASエルフェン埼玉に3 - 0。2戦合計でも4 - 0で勝利し、1部初昇格。一方、ちふれはわずか1年で2部降格[122]。
  - （現地時間）【FIFA】FIFAクラブワールドカップ2017決勝が アラブ首長国連邦・アブダビのシェイク・ザイード・スタジアムで行われ、レアル・マドリードがグレミオに1 - 0で勝利し、史上初の大会連覇（旧トヨタカップを含めると1992年・1993年のサンパウロFC以来24年ぶり）となる3回目の優勝[123]。
- 24日
  - 【JFA・JUFA】 第66回全日本大学サッカー選手権大会決勝が行われ、流通経済大学が法政大学に5 - 1で勝利し、3年ぶり2回目の優勝[124]。
  - 【JFA】第39回皇后杯全日本女子サッカー選手権大会決勝が行われ、日テレ・ベレーザがノジマステラ神奈川相模原に3 - 0で勝利し、3年ぶり12回目の優勝[125]。

## 国内リーグ優勝クラブ

### ヨーロッパ
- ドイツ
  - 〈リーグ〉ドイツ・ブンデスリーガ2016-2017 - バイエルン・ミュンヘン（5シーズン連続27回目）[25]
- イングランド
  - 〈リーグ〉プレミアリーグ2016-2017 - チェルシー（2シーズンぶり6回目）[31]
- オランダ
  - 〈リーグ〉エールディヴィジ2016-2017 - フェイエノールト（18シーズンぶり15回目）[126]
- フランス
  - 〈リーグ〉リーグ・アン2016-2017 - モナコ（17シーズンぶり8回目）[32]
- イタリア
  - 〈リーグ〉セリエA 2016－2017 - ユヴェントス（6シーズン連続33回目）[37]
- スペイン
  - 〈リーグ〉リーガ・エスパニョーラ2016-2017 - レアル・マドリード（5シーズンぶり33回目）[36]
- ポルトガル
  - 〈リーグ〉プリメイラ・リーガ2016-2017 - ベンフィカ（4シーズン連続36回目）[127]
- スコットランド
  - 〈リーグ〉スコティッシュ・プレミアリーグ2016-2017 - セルティック（6シーズン連続48回目）[128]
- スイス
  - 〈リーグ〉スイス・スーパーリーグ2016-2017 - バーゼル（8シーズン連続20回目）[129]
- ロシア
  - 〈リーグ〉ロシアサッカー・プレミアリーグ2016-2017 - スパルタク・モスクワ （15シーズンぶり10回目）[130]
- ウクライナ
  - 〈リーグ〉ウクライナ・プレミアリーグ2016-2017 - シャフタール・ドネツク （3シーズンぶり10回目）[131][132]
- ベルギー
  - 〈リーグ〉ベルギー・ファースト・ディビジョンA2016-2017 - アンデルレヒト （3シーズンぶり34回目）[133]
- トルコ
  - 〈リーグ〉スュペル・リグ2016-2017 - ベシクタシュ （2シーズン連続15回目）[134]
- ギリシャ
  - 〈リーグ〉ギリシャ・スーパーリーグ2016-2017 - オリンピアコス （7シーズン連続44回目）[135]
- チェコ
  - 〈リーグ〉チェコ1部リーグ2016-2017 - スラヴィア・プラハ （8シーズンぶり4回目）[136]
- ルーマニア
  - 〈リーグ〉リーガ1 2016-2017 - ヴィトルル・コンスタンツァ （初優勝）[137]
- オーストリア
  - 〈リーグ〉サッカー・ブンデスリーガ2016-2017 - レッドブル・ザルツブルク （4シーズン連続11回目）[138]

## クラブチームによる国際大会
CONCACAFチャンピオンズリーグ2016-17
- 4月26日（決勝）
  -  CFパチューカ（7年ぶり5回目）

OFCチャンピオンズリーグ2017
- 5月7日（決勝）
  -  オークランド・シティFC（7年連続9回目）

UEFAヨーロッパリーグ 2016-17
- 5月24日（決勝）
  -  マンチェスター・ユナイテッド（初優勝）

UEFA女子チャンピオンズリーグ2016-17
- 6月1日（決勝）
  -  オリンピック・リヨン（2年連続4回目）

UEFAチャンピオンズリーグ 2016-17
- 6月3日（決勝）
  -  レアル・マドリード（2年連続12回目）

2017 UEFAスーパーカップ
- 8月8日
  -  レアル・マドリード（2年連続4回目）

スルガ銀行チャンピオンシップ2017
- 8月15日・埼玉スタジアム2002
  -  浦和レッズ 1 - 0  シャペコエンセ
    - 浦和レッズは初優勝。

CAFチャンピオンズリーグ2017
- 11月4日（決勝）
  -  ウィダード・カサブランカ（25年ぶり2回目）

AFCチャンピオンズリーグ2017
- 11月25日（決勝）
  - 浦和レッズ （10年ぶり2回目）

コパ・リベルタドーレス2017
- 11月29日（決勝）
  - グレミオ （22年ぶり3回目）

FIFAクラブワールドカップ2017
- 12月16日（決勝）
  -  レアル・マドリード（2年連続3回目）

## ナショナルチームによる国際大会
- アフリカネイションズカップ2017
  - 1月14日 - 2月5日（ ガボン）
    -  カメルーン（8大会ぶり5回目）
- FIFAコンフェデレーションズカップ2017[51]
  - 6月17日 - 7月2日（ ロシア）
    -  ドイツ（初優勝）
- 2017 CONCACAFゴールドカップ[57]
  - 7月7日 - 26日（ アメリカ合衆国）
    -  アメリカ合衆国（2大会ぶり6回目）
- EAFF E-1フットボールチャンピオンシップ2017
  - 12月9日 - 16日（ 日本）
    -  韓国（2大会連続4回目）

### 年代別代表
- 2017 FIFA U-20ワールドカップ
  - 5月20日 - 6月11日（ 韓国）
    -  イングランド（初優勝）[47]
- 2017 FIFA U-17ワールドカップ
  - 10月6日 - 28日（ インド）
    -  イングランド（初優勝）[92]

### 女子
- アルガルヴェ・カップ2017
  - 3月1日 - 8日（ ポルトガル）
    -  スペイン （初優勝）
- UEFA欧州女子選手権2017
  - 7月16日 - 8月6日（ オランダ）
    -  オランダ （初優勝）
- AFC U-16女子選手権2017
  - 9月10日 - 23日（ タイ）
    -  北朝鮮（2大会連続3回目）
- AFC U-19女子選手権2017
  - 10月15日 - 28日（ 中国）
    -  日本（2大会連続5回目）
- 女子EAFF E-1フットボールチャンピオンシップ2017
  - 12月8日 - 15日（ 日本）
    -  北朝鮮（3大会連続3回目）

### ビーチサッカー
- 2017 FIFAビーチサッカーワールドカップ
  - 4月27日 - 5月7日（ バハマ）
    -  ブラジル （4大会ぶり5回目）

## 日本

### クラブチームによる国内大会

#### 男子中心
- 第96回天皇杯全日本サッカー選手権大会
  - 決勝 1月1日・吹田サッカースタジアム[1]
    - 鹿島アントラーズ 2 - 1(aet) 川崎フロンターレ
      - 鹿島アントラーズは6大会ぶり5回目の優勝。

- FUJI XEROX SUPER CUP2017
  - 2月18日・日産スタジアム[15]
    - 鹿島アントラーズ 3 - 2  浦和レッズ
      - 鹿島アントラーズは7年ぶり6回目の優勝。

- 第53回全国社会人サッカー選手権大会
  - 決勝 10月18日・テクノポート福井スタジアム[139]
    - 鈴鹿アンリミテッドFC 2 - 1 松江シティFC
      - 鈴鹿アンリミテッドFCは初優勝。

- 2017JリーグYBCルヴァンカップ
  - 決勝11月4日・埼玉スタジアム2002
    - セレッソ大阪 2 - 0 川崎フロンターレ
      - セレッソ大阪は初優勝[94]。

- Jリーグ
  - 明治安田生命J1リーグ
    - 2月25日 - 12月2日
      - 優勝 川崎フロンターレ 勝点72 得失点差+39（初優勝）

  - 明治安田生命J2リーグ
    - 2月26日 - 11月19日
      - 優勝 湘南ベルマーレ 勝点83（3年ぶり2回目）

  - 明治安田生命J3リーグ
    - 3月11日 - 12月3日
      - 優勝 ブラウブリッツ秋田 勝点61（初優勝）

- 第19回日本フットボールリーグ
  - 1stステージ 3月6日 - 6月25日
    - 優勝 Honda FC 勝点36

  - 2ndステージ 7月8日 - 11月12日
    - 優勝 Honda FC 勝点34

  - 年間優勝 Honda FC（2年連続7回目）

- 全国地域サッカーチャンピオンズリーグ2017
  - 11月10日 - 11月26日
    - 優勝 コバルトーレ女川（初優勝）

#### 女子
- プレナスなでしこリーグカップ1部2017
  - 決勝 8月12日・味の素フィールド西が丘
    -  ジェフユナイテッド千葉レディース 1 - 0 浦和レッズレディース[64]
      - ジェフユナイテッド千葉レディースは初優勝。
- プレナスなでしこリーグカップ2部2017
  - 決勝 8月12日・味の素フィールド西が丘
    -  セレッソ大阪堺レディース 0（PK 5 - 4) 0 日体大 FIELDS 横浜[140]
      - セレッソ大阪堺レディースは初優勝。
- プレナスなでしこリーグ1部
  - 3月26日 - 10月7日
    - 優勝 日テレ・ベレーザ　勝点47
      - 日テレ・ベレーザは3年連続15回目の優勝。
- プレナスなでしこリーグ2部
  - 3月25日 - 10月7日
    - 優勝 日体大 FIELDS 横浜　勝点42
      - 日体大 FIELDS 横浜は初優勝。
- プレナスチャレンジリーグ
  - 4月16日 - 9月30日
    - 優勝 静岡産業大学磐田ボニータ
      - 静岡産業大学磐田ボニータは初優勝。
- 第39回皇后杯全日本女子サッカー選手権大会
- 決勝 12月24日・ヤンマースタジアム長居
  - 日テレ・ベレーザ（なでしこリーグ） 3 - 0 ノジマステラ神奈川相模原（なでしこリーグ）
    - 日テレ・ベレーザは3年ぶり12回目の優勝

#### 学生・ユースクラブ
- 第25回全日本高等学校女子サッカー選手権大会
  - 決勝 1月8日・ノエビアスタジアム神戸[2]
    - 　十文字高校（関東第3/東京） 1 - 0 大商学園高校（関西第2/大阪）
      - 十文字高校は初優勝。

- 第94回全国高等学校サッカー選手権大会
  - 決勝 1月11日・埼玉スタジアム2002[3]
    - 青森山田高校（青森） 5  - 0 前橋育英高校（群馬）
      - 青森山田高校は初優勝。

- 第25回全日本大学女子サッカー選手権大会
  - 決勝 1月15日・味の素フィールド西が丘[6]
    - 早稲田大学（関東2/東京）2  - 1 日本体育大学（関東1/神奈川）
      - 早稲田大学は2年連続5回目の優勝。

- 第41回日本クラブユースサッカー選手権 (U-18)大会
  - 決勝 8月2日・味の素フィールド西が丘
    - FC東京U-18（関東/東京） 2 - 0 浦和レッズユース（関東/埼玉）[141]。
      - FC東京U-18は2年連続4回目の優勝。

平成29年度全国高等学校総合体育大会
- 男子決勝 8月4日・ユアテックスタジアム仙台
  - 流通経済大学柏（千葉第1） 1 -  0日大藤沢（神奈川第2）[142]。
    - 流通経済大市柏は9年ぶり2度目の優勝。
- 女子決勝 8月4日・ユアテックスタジアム仙台
  -  日ノ本学園（兵庫） 1 - 0 藤枝順心（静岡）[143]。
    - 日ノ本学園は2年ぶり5回目の優勝。

- 第41回総理大臣杯全日本大学サッカートーナメント[144]
  - 決勝 9月10日・ヤンマースタジアム長居
    - 法政大学 1 - 0 明治大学
      - 法政大学は35年ぶり4回目の優勝。

- 第25回Jリーグユース選手権大会
  - 決勝 11月19日・金鳥スタジアム
    - 京都サンガF.C. U—18 2 - 1 ガンバ大阪ユース[145]
      - 京都サンガF.C. U—18は16年ぶり2回目の優勝。

- 高円宮杯U-18サッカーリーグ2017チャンピオンシップ
  - 決勝 12月17日・埼玉スタジアム2002
    - FC東京U-18（プレミアリーグEAST） 3 (延長) 2 ヴィッセル神戸U-18（プレミアリーグWEST）[146]
      - FC東京U-18は初優勝。

- 第66回全日本大学サッカー選手権大会
  - 決勝 12月24日・浦和駒場スタジアム
    - 流通経済大学（関東3/茨城）5 - 1 法政大学（関東5/東京）[124]
      - 流通経済大学は3年ぶり2回目の優勝。

#### フットサル
- Fリーグ 2016-17[147]
  - 2016年6月11日 - 2017年3月4日
    - 優勝 シュライカー大阪
      - シュライカー大阪は初優勝

- 第22回全日本フットサル選手権大会[148]
  - 3月20日・国立代々木競技場第一体育館
    - シュライカー大阪 7 - 2 フウガドールすみだ
      - シュライカー大阪は5年ぶり3回目の優勝。

## 死去
カッコ内は生年
- 1月9日 -  ロベルト・カバニャス（英語版）、 元パラグアイ代表（* 1961年）[149]
- 1月13日 -  グラハム・テイラー（英語版）、 元イングランド代表監督（* 1944年）[150]
- 1月15日 -  木之本興三、元Jリーグ専務理事、古河電工サッカー部元選手（* 1949年）[151]
- 1月20日 -  カルロス・アルベルト・シルバ、元ブラジル代表監督、元読売サッカークラブ監督 (* 1939年)[152]
- 2月2日 -  岡野俊一郎、第9代日本サッカー協会会長、国際オリンピック委員会名誉委員 （* 1931年）[153]
- 2月11日 -  ピート・カイザー、元オランダ代表（* 1943年）[154]
- 2月14日 -  田村奈津枝、元日テレ・ベレーザ、INAC神戸レオネッサ選手（* 1982年）[155]
- 3月1日 -  桑原楽之、 元サッカー日本代表、東洋工業サッカー部元選手（* 1942年）[156]
- 3月3日 -  レイモン・コパ、 元フランス代表（* 1931年）[157]
- 3月10日 -  アニバル・ルイス、 元パラグアイ代表監督（* 1942年）[158]
- 3月13日 -  村岡博人、元サッカー日本代表、東京教育大学蹴球部元選手（* 1931年）[159]
- 3月19日 -  ライアン・マクブライド（英語版）（* 1989年）[160]
- 4月4日 -  カール・シュトッツ（ドイツ語版）、元オーストリア代表、FKアウストリア・ウィーン元監督（* 1927年）[161]
- 4月15日 -  アミルカル・エンリケス、 元パナマ代表（* 1983年）[162]
- 4月21日 -  ウーゴ・エヒオグ、 元イングランド代表（* 1972年）[163]
- 4月23日 -  フランティシェック・ライトラル（英語版）、元チェコ代表（* 1986年）[164]
- 5月19日 -  ダビド・ビストロン（英語版）、元U-21チェコ代表（* 1982年）[165]
- 6月5日 -  シェイク・ティオテ、元コートジボワール代表（* 1986年）[166]
- 8月11日 -  松澤隆司、 元鹿児島実業高校サッカー部総監督（* 1940年）[167]
- 10月15日 -  チョイルル・フーダ（英語版）（* 1979年）[168]
- 10月28日 -  マヌエル・サンチス・マルティネス、元スペイン代表（* 1938年）[169]
- 10月31日 -  アブバカリ・ヤクブ、元ガーナ代表（* 1981年）[170]
- 11月7日 -  ハンス・シェーファー、元西ドイツ代表（* 1927年）[171]